# Liste der Behörden in Nigeria
Das Folgende ist eine Liste von Regierungsbehörden in Nigeria.

## Kommunikation und Medien
- Nigerian Communications Commission (NCC)
- National Information Technology Development Agency (NITDA)
- Nigerian Television Authority (NTA)
- News Agency of Nigeria (NAN)

## Wirtschaft
- Central Bank of Nigeria (CBN)
- Niger Delta Development Commission (NDDC)
- Bureau of Public Enterprises (BPE)
- National Council on Privatisation (NCP)
- Corporate Affairs Commission (CAC)
- Nigeria Investment Promotion Commission (NIPC)
- Federal Inland Revenue Service (FIRS)

## Energie
- Power Holding Company of Nigeria (PHCN)
- Nigerian National Petroleum Corporation (NNPC)
- Department of Petroleum Resources (DPR)

## Nachrichtendienst
- National Intelligence Agency (NIA)
- Defence Intelligence Agency (DIA)

## Vollzugsbehörden
- State Security Service (SSS)
- Economic and Financial Crimes Commission (EFCC)
- National Drug Law Enforcement Agency (NDLEA)

## Weitere
- Independent National Electoral Commission (INEC)
- National Agency for Food and Drug Administration and Control (NAFDAC)
- National Space Research and Development Agency (NSRDA)
- National Sports Commission (NSC)
- National Planning Commission (NPC)
- National Orientation Agency (NOA)
- Federal Aviation Authority of Nigeria (FAAN)
- Federal Housing Authority (FHA)
- National Bureau of Statistics (NBS)
- Federal Environmental Protection Agency (FEPA)
- Nigerian Agricultural and Rural Development Bank (NARDP)
- National Agricultural Extension, Research and Liaison Services (NAERLS)
- Nigeria Hydrological Services Agency (NIHSA)
- Nigeria Maritime Administration and Safety Agency (NIMASA)
- Nigerian Meteorological Agency (NiMet)
- Nigerian Correctional Service (NCoS)
- National Emergency Management Agency (NEMA)
- National Water Resources Institute (NWRI)
- National Population Commission (NPC)